# Dentumoger
Dentumoger ali Dentü-Mogyer je legendarna domovina Madžarov pred njihovo osvojitvijo Panonske nižine okoli leta 895. To ime je zabeležil anonimni avtor Gestae Hungarorum (Dejanja Madžarov), ki je Dentumoger enačil s Skitijo. Anonim je isti izraz uporabil tudi za  njegove prebivalce.  V kroniki Simona iz Kéze sta Dentija in Mogorija regiji Skitije.
Anonimovo poročilo o selitvi Madžarov iz Dentumogerja proti današnji Madžarski nakazuje, da je Dentumoger umestil v širše območje srednjega toka reke Volge, čeprav se prvi del toponima, Dentu,  nanaša na reko Don.  Anonim piše, da se je selitev Madžarov iz Dentumogerja proti zahodu začela "v letu Gospodovega učlovečenja 884"
"Skitija je torej zelo velika dežela proti vzhodu, imenovana Dentumoger,  katere konec sega od severa do Črnega morja. Na drugi strani ima reko z velikimi močvirji, imenovano Don, kjer so sobolji v tako izjemnem izobilju, da se v tej deželi vanje ne oblačijo samo plemiči in meščani, ampak tudi volovske in svinjske črede. Zlata in srebra je tam v izobilju, v rekah te dežele pa najdemo drage kamne in dragulje. Na njeni vzhodni strani, sosednji Skitiji, sta bili ljudstva Gog in Magog, ki ju je Aleksander Veliki obzidal. Skitija je zelo obsežna po svoji dolžini in širini in ljudje, ki tam prebivajo, običajno imenovani Dentumoger, vse do današnjega dne niso nikoli bili pod vplivom katerega koli cesarja."
— Anonim: Dejanja Madžarov